# El club de los idealistas
El club de los idealistas es una película de comedia dramática mexicana de 2020 escrita y dirigida por Marcelo Tobar. Está protagonizada por Juan Pablo Medina, Claudia Ramírez, Tiaré Scanda, Nailea Norvind, Andrés Palacios, Yolanda Ventura y Tomás Rojas. Se estrenó el 24 de septiembre de 2020 en cines mexicanos.

## Sinopsis
Siete jóvenes universitarios juran que comprarán un gran terreno para construir allí sus casas y vivir todos juntos cuando sean mayores. Sin embargo, el joven Aranas de unos 40 años es el único que se instala en la tierra e invita a sus amigos a una reunión, a una fiesta, para que vean lo que ya ha hecho de lo que le habían prometido.

## Elenco
Los actores que participan en esta película son:
- Juan Pablo Medina como Aranas
- Claudia Ramírez como Tristana
- Tiaré Scanda como Susana
- Nailea Norvind como Abigael
- Andrés Palacios como Orlando
- Yolanda Ventura como Elena
- Tomás Rojas como Omar
- Víctor González como Gabriel
- Gisselle Kuri como Tili
- Daniela Schmidt como Paulina
- Juan Pablo Hermida como Lorenzo

## Recepción

### Recepción de la crítica
La película tiene una calificación de 91% (fresca certificada) en Tomatazos (Rotten Tomatoes). Javier Quintanar Polanco de Tomatazos destaca el trabajo del guion, calificándolo de sensible e inteligente en su propuesta, evitando la risa fácil mediante gags tontos o estereotipos ofensivos; sin embargo, también destaca que los temas de la mediana edad y el desarrollo de los demás personajes además de Aranas se sienten desperdiciados pero se compensa con el trabajo actoral de todos los miembros del elenco.

Por otro lado, Luis Ángel H. Mora de Cine Premiere critica el guion, calificándolo de mediocre en cuanto a la creación de personajes, lleno de clichés y arquetipos de cuarentones cuya narrativa y comedia se vuelven muy predecibles con finales forzados; sin embargo, destaca el trabajo fotográfico de Ramón Orozco Stolbenberg, quien logra convertir el entorno en un personaje más.

### Premios y nominaciones
| Año  | Premio        | Categoría               | Candidato         | Resultado | Ref           |
| ---- | ------------- | ----------------------- | ----------------- | --------- | ------------- |
| 2021 | Premios Ariel | Mejor actor             | Juan Pablo Medina | Nominado  | [ 10 ] [ 11 ] |
| 2021 | Premios Ariel | Mejor actriz de reparto | Nailea Norvind    | Nominado  | [ 10 ] [ 11 ] |